# Rotterdams
Het Rotterdams is het stadsdialect dat gesproken wordt in Rotterdam. Het behoort tot de Zuid-Hollandse dialecten. Door migratie is het ook de volkstaal in Spijkenisse, Hellevoetsluis, Brielle en Capelle aan den IJssel, en is het frequent te horen in de hele Rotterdamse regio plus enkele gebieden ten oosten en zuiden daarvan.

## Oorsprong
In grammaticaal opzicht wijkt het Rotterdams slechts in bescheiden mate af van het Standaardnederlands. Dit komt voornamelijk doordat de standaardtaal, die rond 1600 is ontstaan, sterk beïnvloed is door de Zuid-Hollandse tongvallen. Bovendien werd de standaard vrij snel in het gehele Hollandse Zuiderkwartier door de bovenlaag van de bevolking overgenomen, wat ertoe leidde dat de lagere klassen zich daaraan gingen aanpassen.
Als stadsdialect is het Rotterdams, net als bijvoorbeeld het Amsterdams, bovendien al eeuwenlang onderhevig aan allerlei invloeden. Zeker sinds de negentiende eeuw kent de stad een lange immigratiegeschiedenis, waarbij iedere nieuwe bevolkingsgroep nieuwe elementen toevoegde aan de taal. In de negentiende en een deel van de twintigste eeuw kwamen de immigranten vooral uit andere delen van het Nederlandse taalgebied, zodat het Rotterdamse stadsdialect ook invloeden heeft ondergaan van het Zeeuws en het Brabants. De laatste jaren zijn er nieuwe invloeden gekomen van onder meer het Papiaments, het Sranantongo en het Arabisch.
Er is van het oude Rotterdams weinig bewaard gebleven; de weinige bronnen geven echter wel aan dat het Rotterdams vroeger meer van het Nederlands afweek en dat bovendien tot halverwege de negentiende eeuw ook de bovenlaag iets sprak wat volgens de huidige maatstaven een dialect genoemd zou worden. Zo schrijft Hildebrand in zijn Camera obscura dat "Rotterdammers van alle klassen" heit in plaats van heeft zeggen. Deze vorm vindt men nu nog verder naar het zuiden, op Voorne bijvoorbeeld; het Rotterdams gebruikt daar tegenwoordig het noordelijkere heb voor. Ook is een vorm als doch(t), vroeger zeer algemeen, thans grotendeels door dach(t) vervangen. Een belangrijke bron over het vroeg-twintigste-eeuwse Rotterdams is de in zijn tijd razend populaire auteur Willem van Iependaal (1891-1970).

## Onderscheidende kenmerken

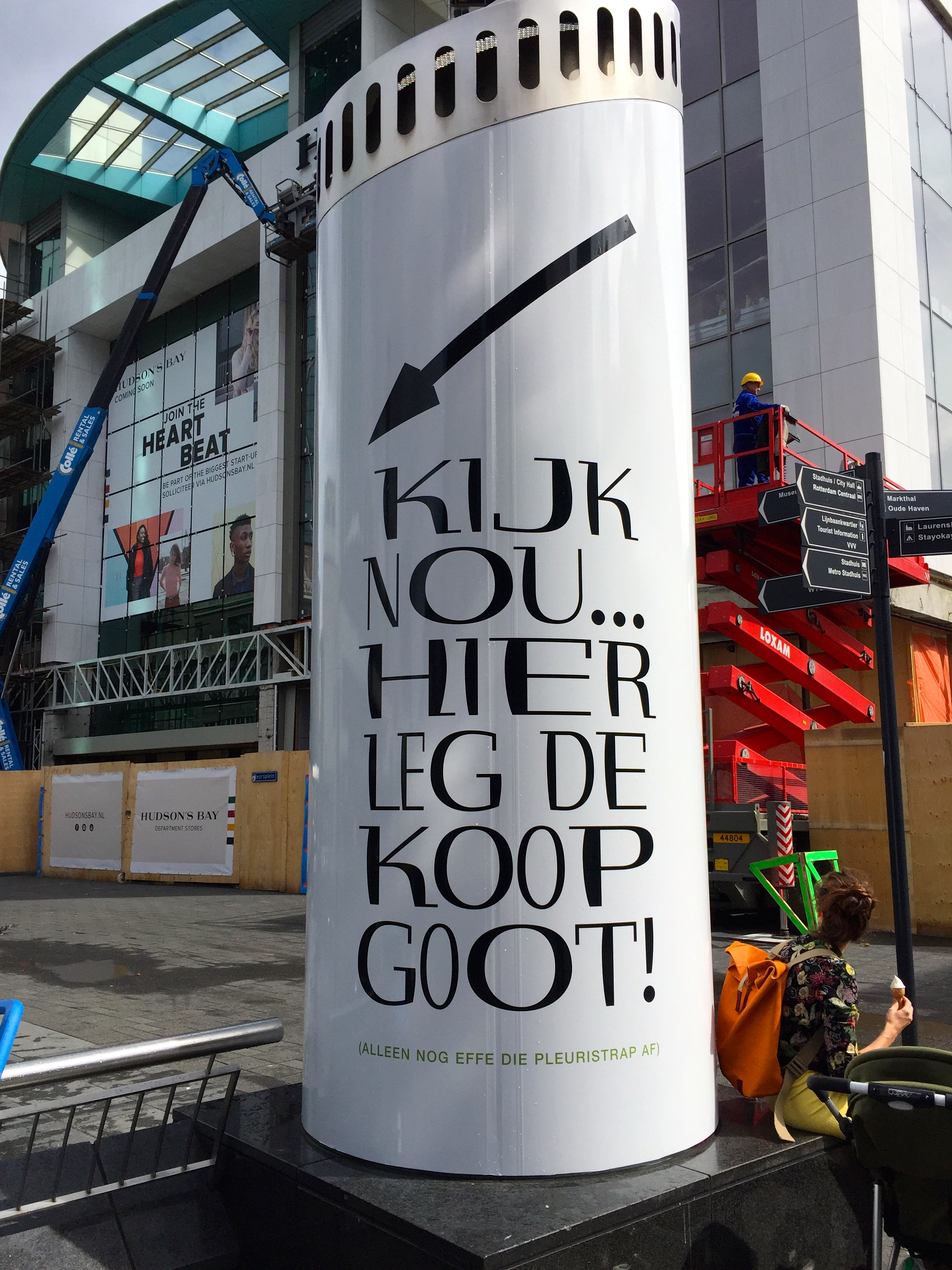
Rotterdams aan de Beurstraverse (ofwel Koopgoot)

Er zijn geen unieke kenmerken die het Rotterdams onderscheiden van andere Hollandse dialecten; het is de mengeling van kenmerken die een spreker uiteindelijk tot typisch Rotterdams maken. Als typisch Rotterdamse woorden worden bijvoorbeeld regelmatig kroten (voor bieten), "koeietiet" voor uierboord, "z'n eigen" (ze aaige) voor zichzelf en tinteldoosje (voor het telefoonbotje) genoemd, maar deze woorden zijn ook elders in het Zuid-Hollands bekend. Opmerkelijk is wel dat er tussen Rotterdam-boven-de-rivier en Rotterdam-Zuid ook verschillen zijn. Zo spreekt men "op zuid" van een jut en boven de rivier van een juut, in beide gevallen wordt een politieagent bedoeld.  
Fonologisch kunnen we de volgende kenmerken noemen. De oo en ee worden nadrukkelijk tot vallende tweeklanken oou en eej, de korte a verdonkert richting een oh-achtige klank. Een ei wordt gewoonlijk een aai. Zowel het verkleinwoord als het persoonlijk voornaamwoord van de tweede persoon enkelvoud hebben [ie] in plaats van je: plankie (=plankje), hebbie (= heb je), loop ie (=loop je). Alleen na een klinker vinden we deze verandering niet: ga je (en niet ga-ie). De eind-r wordt niet gerold, de begin-r wordt van oorsprong gerold maar tegenwoordig steeds vaker gebrouwd (zie ook uitspraak van de r).
Vaak wordt de "r" aan het eind van een woord niet gesproken. 
Morfologisch vinden we in sommige variëteiten van het Rotterdams: werkwoordsvormen als ik hebt en ik doet komen veel voor. In andere variëteiten vinden we juist vormen als hij heb en hij doe (da nie). De -t voor de eerste persoon enkelvoud is wellicht een voorbeeld van hypercorrectie. Het feit dat dit kenmerk als typisch Rotterdams geldt, is mogelijk een indirecte invloed van de standaardtaal: omdat het Rotterdamse hij heb als "fout" gold, deed men volgens deze theorie zijn best zo correct mogelijk te spreken en maakte dan ook ik heb tot ik hebt. Andere voorbeelden zijn "kennen" in plaats van "kunnen" en "wou" in plaats van "wilde". 
Een syntactisch kenmerk is dat het persoonlijk voornaamwoord zich soms in het werkwoord wringt: loop-tie-de in plaats van loopte die. Vooral jongere sprekers van het Rotterdams zijn overigens niet meer bekend met dit fenomeen.
De meest kenmerkende eigenschap, en tegelijkertijd waarschijnlijk de slechtst onderzochte, is ongetwijfeld de zinsmelodie of intonatie.

## Sociale status
Stadsdialecten worden doorgaans geassocieerd met de 'lagere klassen' en daarom minder gewaardeerd. Dit ligt anders voor dialecten op het platteland, waar de hogere klassen van oudsher óók dialect spraken: in de stad spraken de hogere klassen al aan het eind van de negentiende eeuw een niet of minder regionaal gekleurd soort Nederlands. Dit is er mede de oorzaak van dat culturele activiteiten als het vertalen van de Bijbel of het zingen van gevoelige liedjes minder plaatsvinden in een stadsdialect als het Rotterdams dan in plattelandsdialecten als bijvoorbeeld het Twents (een andere oorzaak is mogelijk het geringe verschil met het Standaardnederlands).
Anders dan het Haags wordt het Rotterdams nog steeds niet dikwijls opgeschreven. Jules Deelder bedient zich er een enkele keer van, zij het vaak in de mond van volkse Rotterdammers (zoals in zijn toneelstuk over Bep van Klaveren). De Rotterdamse auteur Jan Oudenaarden (1943–2025) schreef onder meer het nog steeds verkrijgbare boekje 'Wat zeggie? Azzie val dan leggie! ~ aspecten van het dialect van Rotterdam' (1984, nieuwe uitgave 2015).

## Varia
In 2019 brachten de Wannebiezz met een knipoog het in vet Rotterdams gezongen liedje uit Ken het zijn dat ik je ergens van kan!?, met de voor het regiolect kenmerkende verwisseling van kennen en kunnen (zie hierboven bij Onderscheidende kenmerken). Ook hun eerder repertoire was in Rotterdams dialect gezongen.
Influencer Lotte van Eijk is vooral bekend geworden van haar Instagram-filmpjes waarin ze in plat Rotterdams adviezen geeft.